# Cantonul Laruns
Cantonul Laruns este un canton din arondismentul Oloron-Sainte-Marie, departamentul Pyrénées-Atlantiques, regiunea Aquitania, Franța.

## Comune
- Aste-Béon
- Béost
- Bielle
- Bilhères
- Eaux-Bonnes
- Gère-Bélesten
- Laruns (reședință)
- Louvie-Soubiron